# Groupe de recherches musicales
Die Groupe de recherches musicales (GRM) ist ein Institut zur Erforschung der elektroakustischen Musik, das in Paris angesiedelt ist. 

## Geschichte und Bedeutung
Die GRM wurde 1958 von Pierre Schaeffer gegründet und war eine von mehreren theoretischen, und zugleich experimentell arbeitenden Gruppen, welche unter dem Dach von Schaeffers Service de la Recherche am französischen Rundfunk ORTF gebündelt waren. Ziel der GRM war es, eine Plattform zu entwickeln, die der Forschung auf den Gebieten der audiovisuellen Kommunikation, der Musik sowie anderer hörbarer oder auch medialer Phänomene dient. Bis heute wird eine Vielzahl bekannter Komponisten der Musique concrète mit der Gruppe verbunden. Zu ihren Mitgliedern zählten namhafte Komponisten wie François Bayle, Michel Chion, Denis Dufour, Luc Ferrari, Jean Michel Jarre, Jacques Lejeune, Ivo Malec, Bernard Parmegiani, Guy Reibel, Pierre Schaeffer und André Boucourechliev.
Auffallend in der öffentlichen Wahrnehmung der GRM ist die Dominanz männlicher Komponisten, obwohl Frauen wie Mireille Chamass-Kyrou, Françoise Barrière, Beatriz Ferreyra, Éliane Radigue, Christine Groult, Michèle Bokanowski, Elżbieta Sikora, Joanna Bruzdowicz, Micheline Coulombe Saint-Marcoux oder Annette Vande Gorne von Beginn an entscheidend an der Entwicklung der elektroakustischen Musik um Schaeffer mitwirkten und zur Weiterentwicklung der elektroakustischen Musik beitrugen. Unterschiedliche Generationen von Frauen scheiterten in der GRM „wiederholt an den gleichen Hürden“: Ihre eigenständige kompositorische Arbeit erwies sich als schwierig, da den Frauen oftmals bereits der Zugang zu den notwendigen Apparaten und Gerätschaften im Studio erschwert oder gar verwehrt wurde. Zudem mussten auch die talentiertesten Komponistinnen dort oft vergeblich auf eine Aufführung ihrer Werke warten; von Evelyn Gayou, die seit 35 Jahren Mitglied der Gruppe ist, wurde dort erst ein Stück aufgeführt.